# Le Maître de marionnettes
Pour plus de détails, voir Fiche technique et Distribution.
Le Maître de marionnettes (chinois : 戲夢人生 — pinyin : Xì mèng rén shēng) est un film taïwanais réalisé par Hou Hsiao-hsien, sorti en 1993.

## Synopsis
Ce film relate l'histoire du célèbre marionnettiste taïwanais Li Tian-lu, à qui l'on a demandé de jouer pour la propagande japonaise pendant l'occupation japonaise de Taïwan au cours de la Seconde Guerre mondiale.
Ce film est le deuxième volet d'une trilogie de Hou Hsiao-hsien consacrée à l'histoire de Taïwan, après La Cité des douleurs (1989) et avant Good Men, Good Women (1995).

## Fiche technique
- Titre : Le Maître de marionnettes
- Titre original : 戲夢人生, Xì mèng rénshēng
- Réalisation : Hou Hsiao-hsien
- Scénario : Chu Tien-wen, Wu Nien-jen et Li Tianlu
- Production : Chiu Fu-sheng, Yang Dengkui, Zhang Huakun et Zhan Hongzhi
- Musique : Chen Ming-chang
- Photographie : Lee Pin-bing
- Montage : Liao Ching-Song
- Décors : Chang Hung et Lu Ming-ching
- Costumes : Ruan Peiyun et Zhang Guanghui
- Pays d'origine : Taïwan
- Format : Couleurs - Mono
- Genre : Drame
- Durée : 142 minutes
- Dates de sortie :
  - France : mai 1993 (Festival de Cannes 1993), 8 décembre 1993 (sortie nationale)

## Distribution
- Li Tian-lu : Lui-même
- Lim Giong : Li Tian-lu (jeune)

## Récompenses
- Prix du jury au Festival de Cannes (1993)[1]